# Manuel Rodríguez de Cangas y Fito
Manuel Rodríguez de Cangas y Fito (Madrid, 20 de abril de 1773–con posterioridad a 1863) fue un militar de alta graduación del ejército español en la primera mitad del siglo XIX. Oficial del cuerpo de ingenieros del ejército desde 1801, tuvo una participación destacable durante la guerra de independencia en España en varios frentes. Tras la contienda, fue apartado del mando por diferencias políticas con el nuevo régimen de Fernando VII, pero rehabilitado posteriormente para tomar mando en diversos puestos de mando del cuerpo de ingenieros del ejército hasta alcanzar el grado de Mariscal de campo. Pasó a la reserva en 1863.

## Biografía
Nacido en Madrid, España, en 1773. Realizó sus estudios primarios en San Isidro el Real, de Madrid. Tras pasar el examen de ingreso, formó parte en la clase de cadete al Regimiento de Dragones de la Reina entre 1795 y 1796. Posteriormente, aprueba los exámenes para ingresar como ayudante de ingenieros en 1796. En 1801 es ascendido a teniente y pasa al Regimiento Real de Zapadores Minadores de Alcalá de Henares al año siguiente. Entre 1804 y 1808 también ejerce de profesor de la Academia Militar de Matemáticas de Zamora, ya con el grado de capitán.
Con el estallido de la guerra de independencia se integra en el ejército de Castilla la Vieja y Andalucía, que lucha contra el ejército francés de Napoleón entre 1808 y 1814. Durante este conflicto, Rodríguez de Cangas y Fito se ve envuelto en varios combates, lo que le vale ser recompensado con varios ascensos hasta el grado de coronel al término de la guerra. También, por méritos de combate, le son concedidas tres cruces de San Fernando de Primera Clase, de acuerdo a una Real Cédula de 28 de julio de 1816.
De 1816 a 1818 desempeñó su labor como jefe de ingenieros de la 2ª División del ejército de Andalucía antes de ser nombrado como jefe de estudios de la Academia de Ingenieros de Alcalá de Henares en 1820. Como consecuenda de la restauración absolutista de Fernando VII en 1823, Rodríguez de Cangas y Fito es apartado del mando como consecuencia de la represión del nuevo régimen. Sin embargo, recibe un perdón real y es rehabilitado en el servicio tres años más tarde.
En 1833 estalló la primera guerra carlista y participó en el bando isabelino en los dos primeros años de guerra, haciéndose cargo como comandante general de ingenieros en varias plazas del norte de España.Posteriormente, fue pasando por varios puestos de alta graduación del cuerpo de ingenieros del ejército en la península. Fue ascendido a mariscal de campo en 1845 y pasa definitivamente a la reserva en 1863. Cuando se retiró, y fruto de su trayectoria militar, había recibido como condecoraciones la Orden de San Hermenegildo y la Orden de San Luis, entre otras.
Se desconoce la fecha exacta de su fallecimiento.

## Obras cartográficas
- “Bosquexo de la villa de Tolosa y sus inmediaciones en la provincia de Guipúzcoa”,
- “Fuerte de la Zurriola en la plaza de San Sebastián” (1831),
- “Plano geométrico-hidrográfico de la plaza de San Sebastián”
- “Proyecto de mejoras del Fuerte de la Zurriola en la Plaza de San Sebastián” (1831)[5]